# La Marchande d'enfants
La Marchande d'enfants est un roman de genre épistolaire de Gabrielle Wittkop paru et publié en 1972 puis réédité en 2003 .

## Résumé
Marguerite Paradis possède un bordel d’enfants rue des Fossés-Saint-Germain dont les clients sont  des libertins. Entre mai 1789 et août 1793, elle entretient une correspondance avec Louise pour lui apporter des conseils pour ouvrir un établissement semblable dans la ville de Bordeaux.

## Analyse
Gabrielle Wittkop aborde la question de la pédophilie, les désirs sadiques en qualifiant le roman elle-même de  « pédophilosadique ». Le statut de l'enfant est également abordé durant la révolution française comme étant ni une personne, ni un citoyen mais une propriété absolu du père de famille destiné à être marchandée, donnée ou utilisée. Cette période historique est utilisée par l'auteur pour mettre davantage en perspective le corps de l'enfant comme étant un objet social à disposition des pulsions sexuelles des libertins de toutes catégories sociales sans jamais céder à l'émotion et aux jugements moraux.
Après de nombreux refus, l'ouvrage est republié en 2003, après la mort de son auteure, aux éditions Verticales.